# اسدآباد (رومشکان)
اسدآباد روستایی در دهستان سوری بخش سوری شهرستان رومشکان استان لرستان ایران است.

## جمعیت
بر پایه سرشماری عمومی نفوس و مسکن در سال ۱۳۹۵ جمعیت این روستا ۷۸۱ نفر (۲۲۰خانوار) بوده‌است.